# J.A.R.
J.A.R. (Jednotka Akademického Rapu nebo také Jaromír a Radomír) je česká funkově-rockově-rapová skupina.

## Historie
Skupina J.A.R. byla založena symbolicky 17. listopadu 1989. Základní sestavu tvořil v té době autor hudby Roman Holý a duo „akademických“ rapperů Oto Klempíř a Michael Viktořík. Po prvních dvou rockovějších albech (Frtka v roce 1992 a Mydli-to! v roce 1994) ukázala kapela svoji sílu a potenciál především na revolučním třetím albu Mein Kampfunk z roku 1997, kde již plně zpívá Dan Bárta. Na albu s říznou dechovou sekcí a výpravným bookletem od Lely Geislerové se objevují první velké hity jako Maksimig nebo Hnědojed. O dva roky později, v roce 1999, vydává J.A.R. svoje čtvrté řadové album Homo Fonkianz poprvé na labelu Sony Music/Bonton/Columbia již v pevném desetičlenném složení Holý, Viktořík, Klempíř, Bárta, Zbořil, Balzar, Chyška, Jelínek, Kaspar a Kop. V témže roce vydávají také videokazetu s názvem V deseti letí desetiletím. Na další řadové album si fanoušci museli počkat až do roku 2002, kdy vyšlo album Nervák, které se od rockových prvků více obrátilo k popu a disku – samozřejmě s převažujícím funkem. Album se prezentovalo především singly Metamegamastítko a Jsem pohodlný, ke kterým byly natočeny videoklipy. Klip Jsem pohodlný režíroval osvědčený Zdeněk Suchý, autor klipů pro Monkey Business nebo Dana Bártu. V roce 2006 vyšlo další řadové album Armáda špásu, které se stylem vrátilo k rockovějším opusům kapely. Album obsahuje dva singly: Superpéro a Doufám, který má i klipovou podobu.
J.A.R. v pravém slova smyslu nefunguje jako kapela, spíše jako příležitostné setkání předních českých jazzmanů a hudebních producentů. Členové J.A.R. figurují ve svých vlastních kapelách a věnují se vlastním projektům. Kapela každoročně absolvuje několik koncertů a vždy 17. listopadu pak tradiční koncert ve velkém sále Lucerny, kde tak slaví narozeniny. V roce 2014 tak oslavila skupina již 25. narozeniny. V roce 2011 vydali J.A.R. sedmé řadové album Dlouhohrající děcka, o 6 let později, v březnu 2017, osmé album Eskalace dobra a o dva roky později album cover verzí s předními českými interprety (např. Barbora Poláková, Mňága a Žďorp, nebo Mydy) s názvem Eskalace bobra. V roce 2019 uzavřela skupina 30 let své existence vydáním fanouškovského boxu všech svých alb na LP deskách.
Poslední album Jezus Kristus neexistus? vyšlo v roce 2023. Svým názvem odkazuje na 33 let existence skupiny, kterou dovršila předešlého roku.
Po zveřejnění kandidatury Oty Klempíře za politickou stranu Motoristé sobě dne 1. srpna 2025 ve volbách do Poslanecké sněmovny v říjnu 2025 zbytek souboru oznámil, že Klempíř již není členem skupiny.

## Sestava

### Současní členové
- Roman Holý – klávesy, zpěv
- Michael Viktořík – rap
- Dan Bárta – zpěv, rap
- Miroslav Chyška – kytary
- Pavel Bady Zbořil – bicí
- Robert Balzar – baskytara
- Filip Jelínek – trombón, dechová sekce Splash Hornz
- Radek Kaspar – saxofon, dechová sekce Splash Hornz
- František Kop – saxofon, dechová sekce Splash Hornz

### Bývalí členové
- Vít Kučaj – kytara, 1990
- Marek Minárik – baskytara, 1997
- Jiří Šíma – saxofon, 1990–1991
- Karel Růžička mladší – saxofon, 1997
- Oto Klempíř – rap, tamburína, 1989–2025

## Diskografie
- 1992 Frtka (Monitor)
- 1994 Mydli-to! (BMG)
- 1997 Mein Kampfunk (Bonton)
- 1999 Homo Fonkianz (Sony Music/Bonton/Columbia)
- 1999 V deseti letí desetiletím – VHS video (Sony Music/Bonton/Columbia)
- 2000 Ťo ti ťo jemixes (Sony Music/Bonton/Columbia)
- 2000 Frtka/Mydli-to! (Sony Music/Bonton/Columbia) – reedice, 2 CD
- 2002 Nervák (Sony Music/Bonton/Columbia)
- 2006 Armáda špásu (Sony BMG/Columbia)
- 2009 DVD & CD (1989-2009) (Sony BMG/Columbia)
- 2011 Dlouhohrající děcka (Sony BMG/Columbia)
- 2017 Eskalace dobra (Warner Music Group)
- 2019 Eskalace bobra
- 2023 Jezus Kristus Neexistus?